# Исторический музей Пфальца
Исторический музей Пфальца (нем. Historisches Museum der Pfalz) — музей в городе Шпайер (федеральная земля Рейнланд-Пфальц, Германия). Стремится поощрять интерес к культурной истории региона Курпфальц в международном контексте. Благодаря своей постоянной экспозиции, насчитывающей около миллиона экспонатов, и разнообразным по тематике временным выставкам он является одним из важнейших исторических музеев Германии.
Ежегодно музей посещают около 200 тысяч человек (во время пандемии COVID их число упало до менее чем 100 тысяч, но после её окончания восстановилось). Здесь регулярно проходят культурные мероприятия (концерты, дискуссии, лекции, чтения, мастер-классы, кино- и театральные постановки), а также региональные и национальные праздники.

## История
Предшественником музея был построенный в 1826 году Зал древностей, основанный создателем Исторического общества Пфальца министром-президентом Баварии Йозефом фон Штиханером.
В 1869 году собрания нескольких исторических обществ были объединены для всестороннего представления истории Пфальца. В 1910 году в непосредственной близости от Имперского собора было торжественно открыто новое здание музея, построенное по проекту архитектора Габриэля фон Зейдля в стилистике Хайматкунст и напоминающее рыцарский замок с бергфридом и укрепленными воротами.

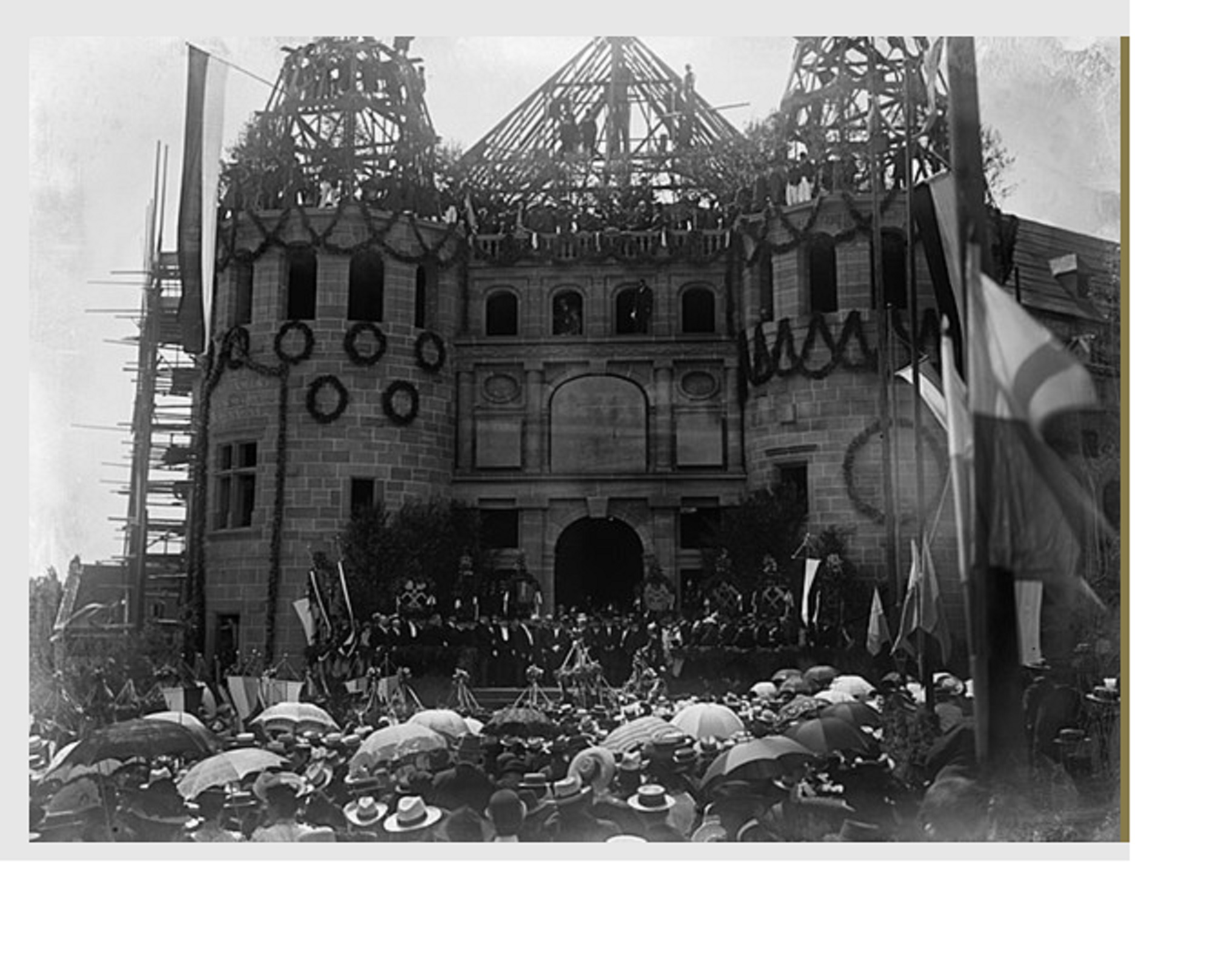
Строительство (1908)
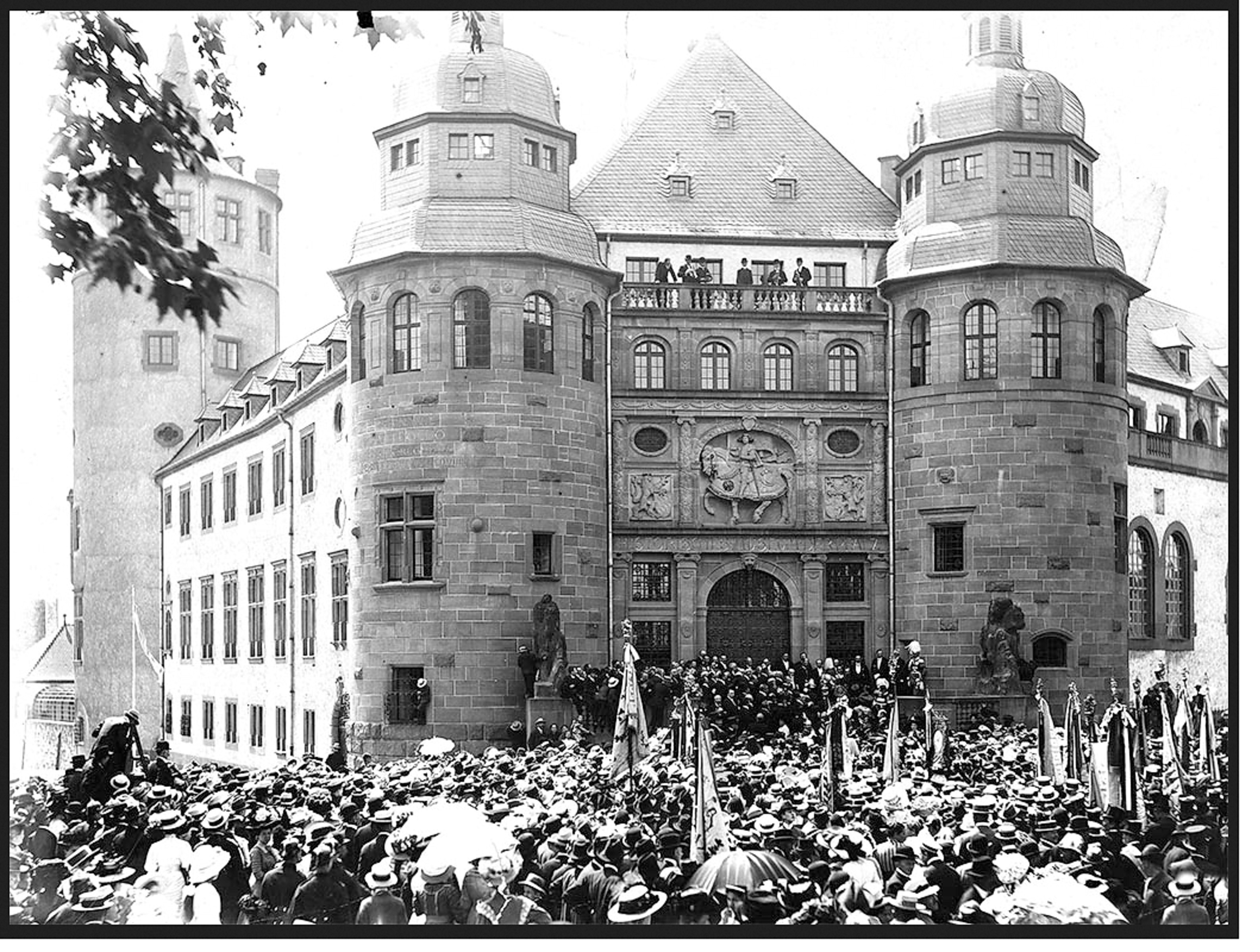
Открытие (1910)
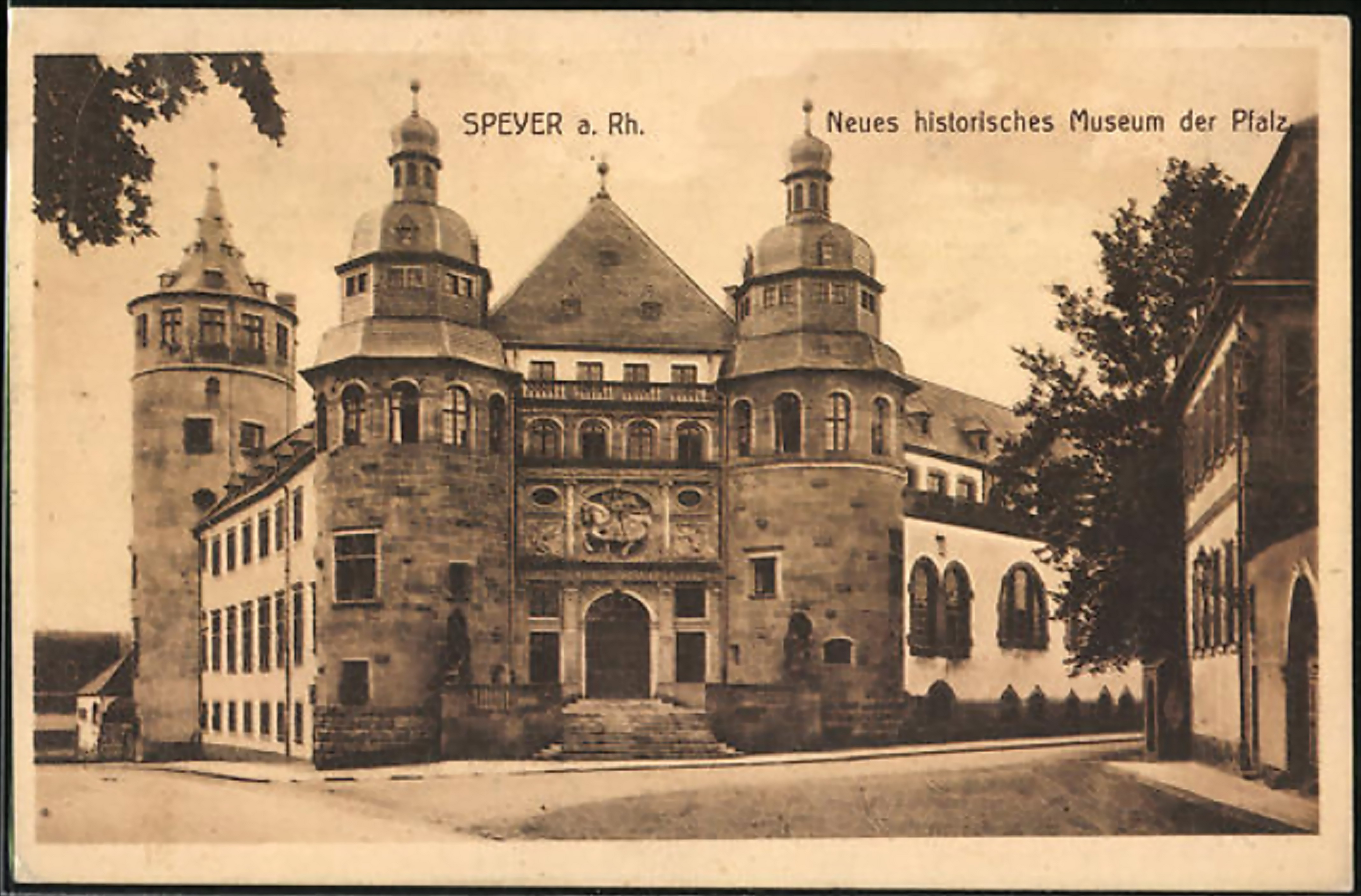
Почтовая открытка (1911)
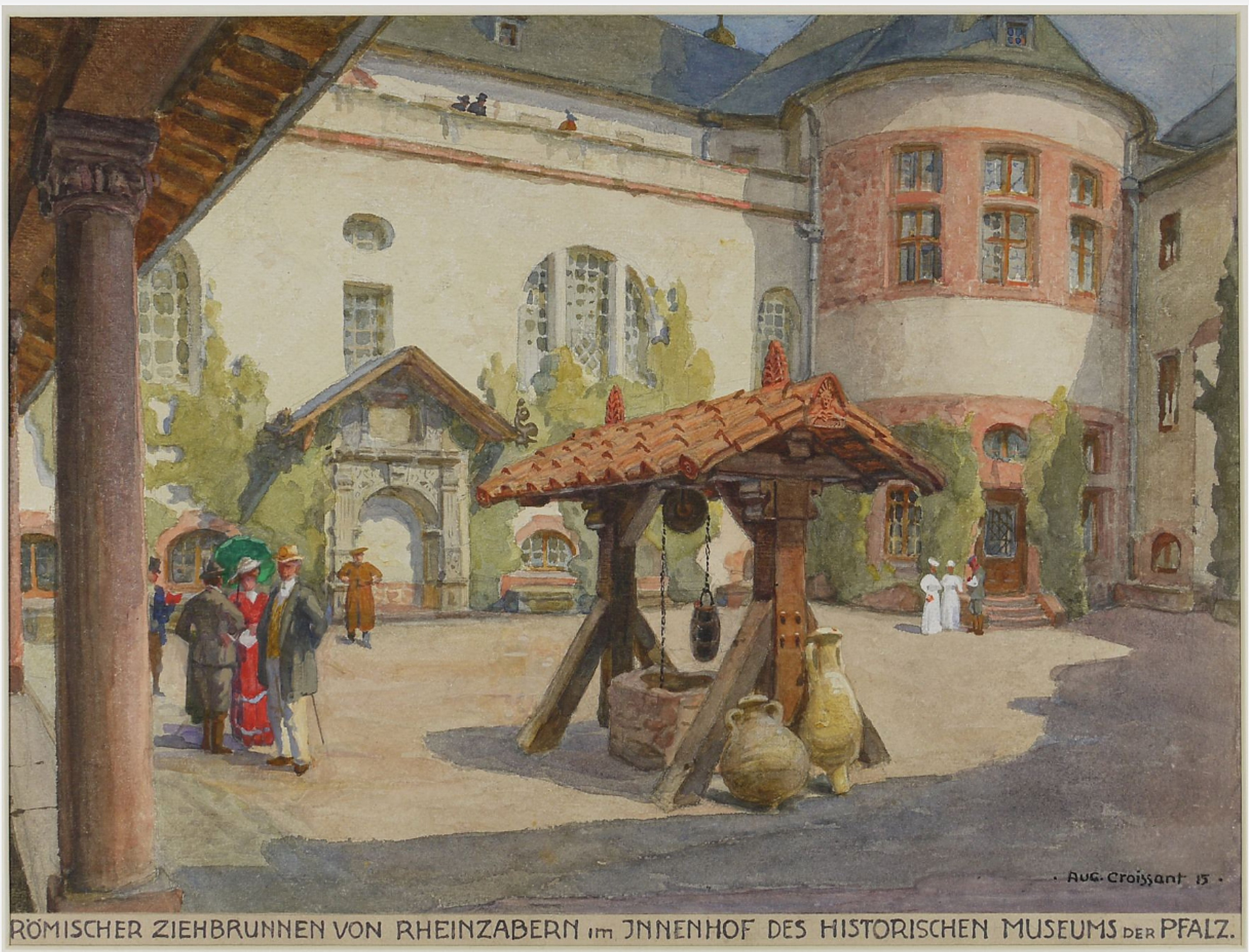
Внутренний двор (Август Круассан[нем.], 1915)

В 1985 году спонсором музея стал Фонд исторического музея Пфальца, которым управляют Историческое общество Пфальца, город Шпайер, земля Рейнланд-Пфальц, католическая епархия Шпайера и протестантская Евангелическая церковь Пфальца.
В 1990 году к старому зданию был пристроен новый корпус с двумя стеклянными шатровыми крышами. С 2003 года внутренний двор старого здания площадью 650 м² накрыт прозрачным сводом. Это пространство, называемое «Форум», служит местом общения и проведения мероприятий.

## Собрание
Постоянные экспозиции музея, занимающие площадь почти 8000 м², представляют историю региона с доисторических времен до наших дней.
- Доисторический период: Коллекция охватывает 700 000 лет доисторической эпохи Пфальца. Культурное, социальное и экономическое развитие задокументировано с самых ранних следов присутствия человека до прихода римлян. Один из важнейших экспонатов — Золотая шляпа из Шифферштадта[нем.] XIV века до н. э., самая древняя из найденных золотых шляп.
- Древнеримский период: Коллекция дает представление о правлении Римской империи на территории современного Пфальца, которая в то время относилась к провинции Верхняя Германия. Особым экспонатом времен императора Августа является голова кентавра из Хомбурга (начало I века).
- Новое время: Коллекция посвящена истории Пфальца примерно с 1500 по 1930 год. Её снову составляют франкентальский фарфор, барочная живопись и предметы парадной одежды из собрания семьи Бассерманн-Йордан.
- Музей вина: Коллекция демонстрирует уникальные экспонаты из мира вина, включая древнеримскую старейшую когда-либо найденную бутылку, датируемую IV веком. Они дают представление о культурной истории виноградарства и потребления вина за период в две тысячи лет.
- Крест и корона: Коллекция Шпайерского кафедрального собора и католической епархии.
- Лютер, протестанты и Пфальц: Коллекция рассказывает об истории Евангелической церкви Пфальца от начала Реформации через рейхстаг в Шпайере до наших дней.

## Галерея

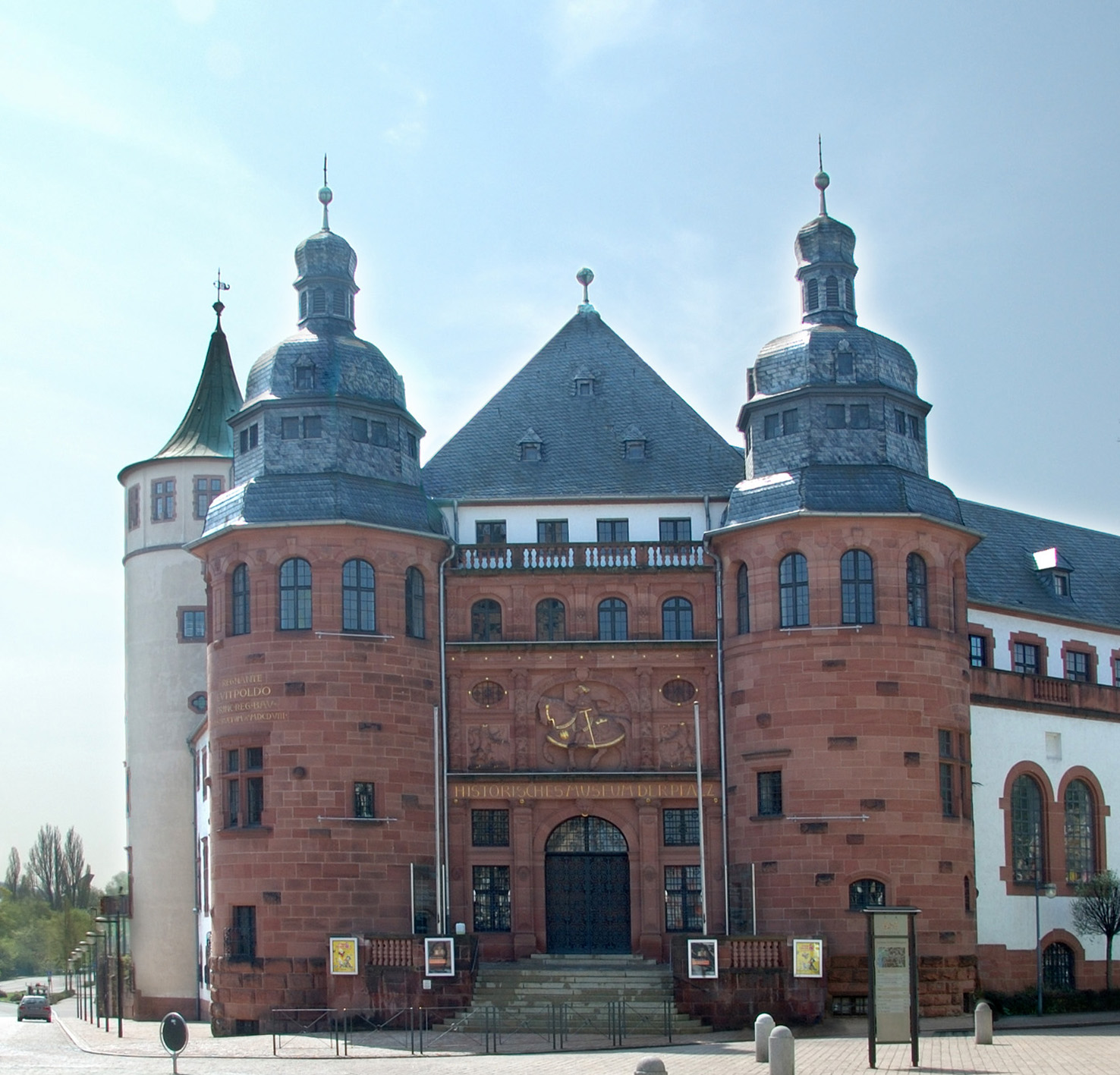
Главный фасад
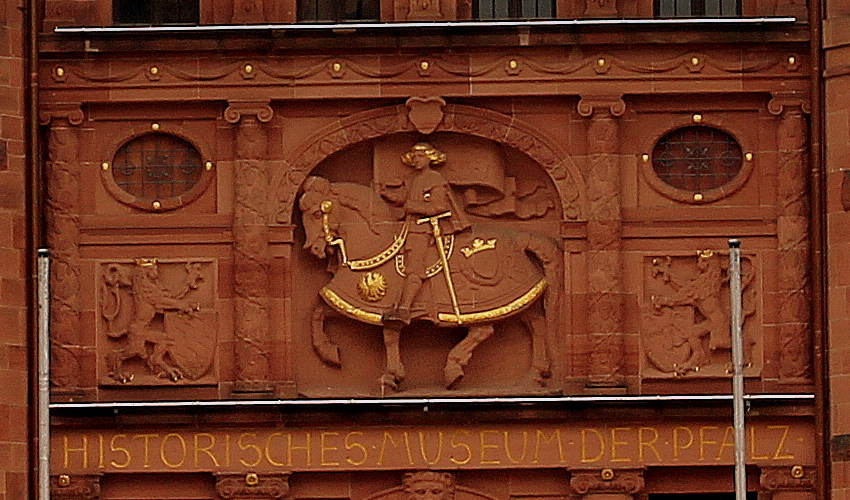
Барельеф с рыцарем над входом
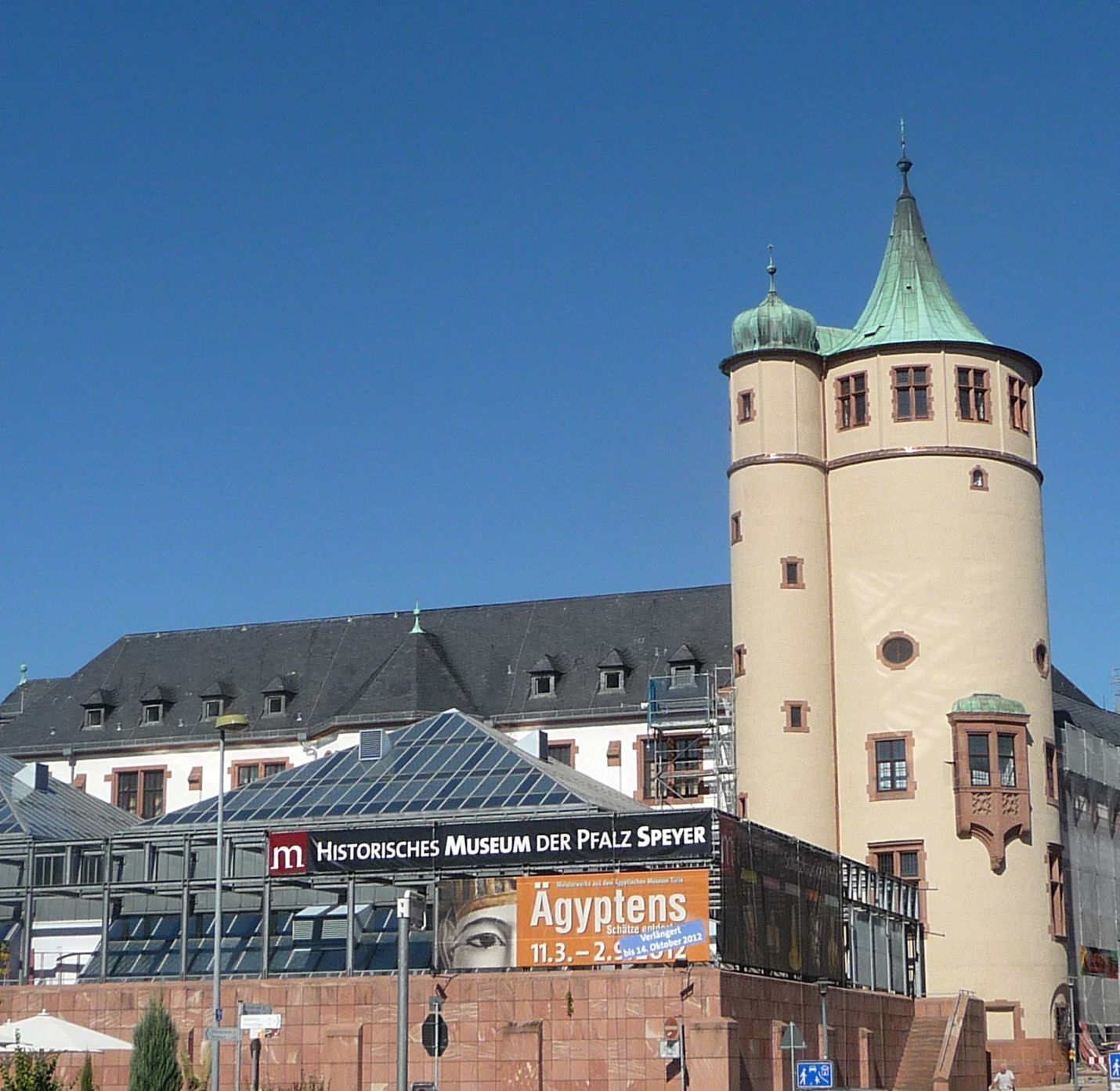
Новый корпус и башня
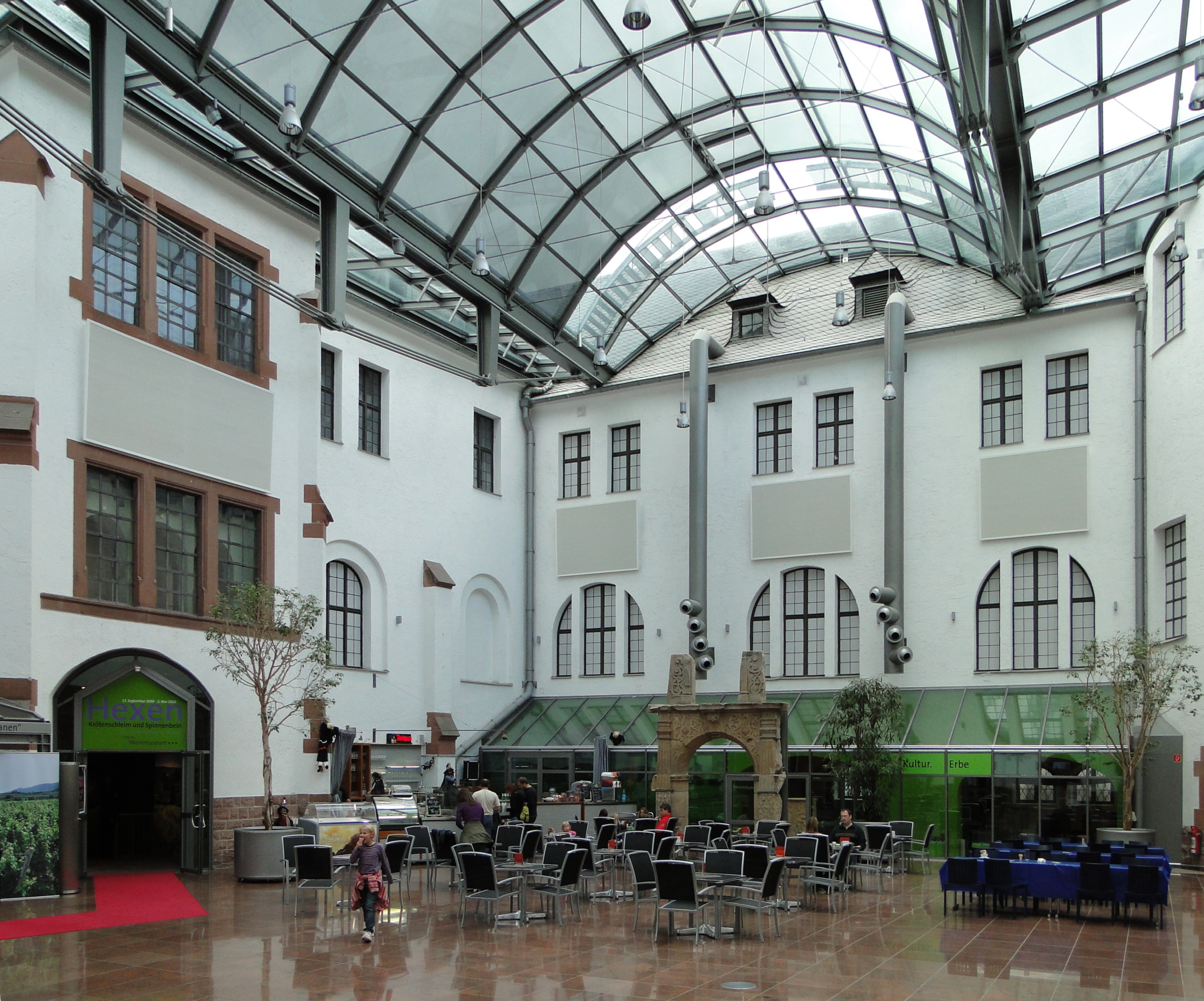
Крытый внутренний двор
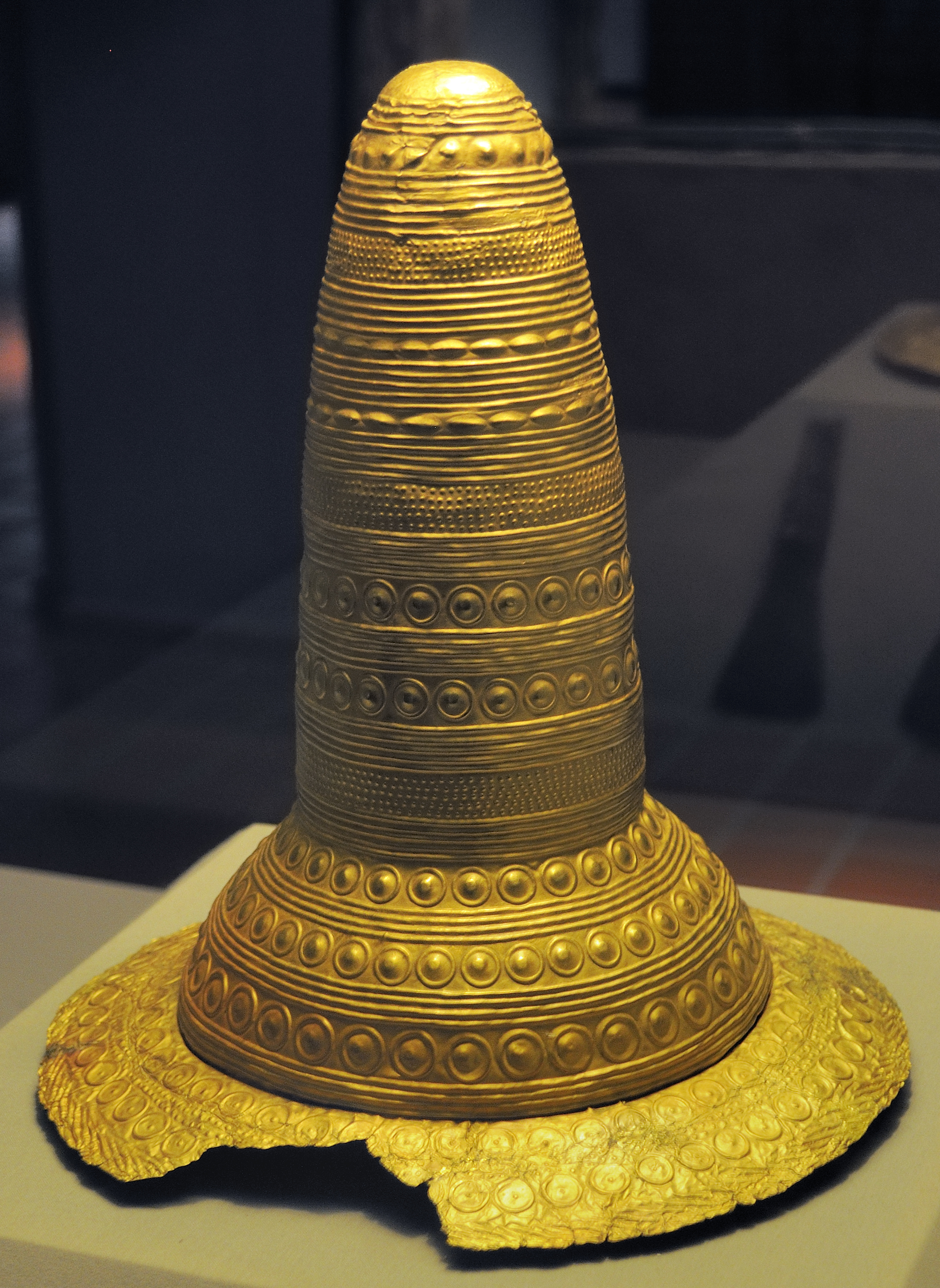
Золотая шляпа из Шифферштадта[нем.]
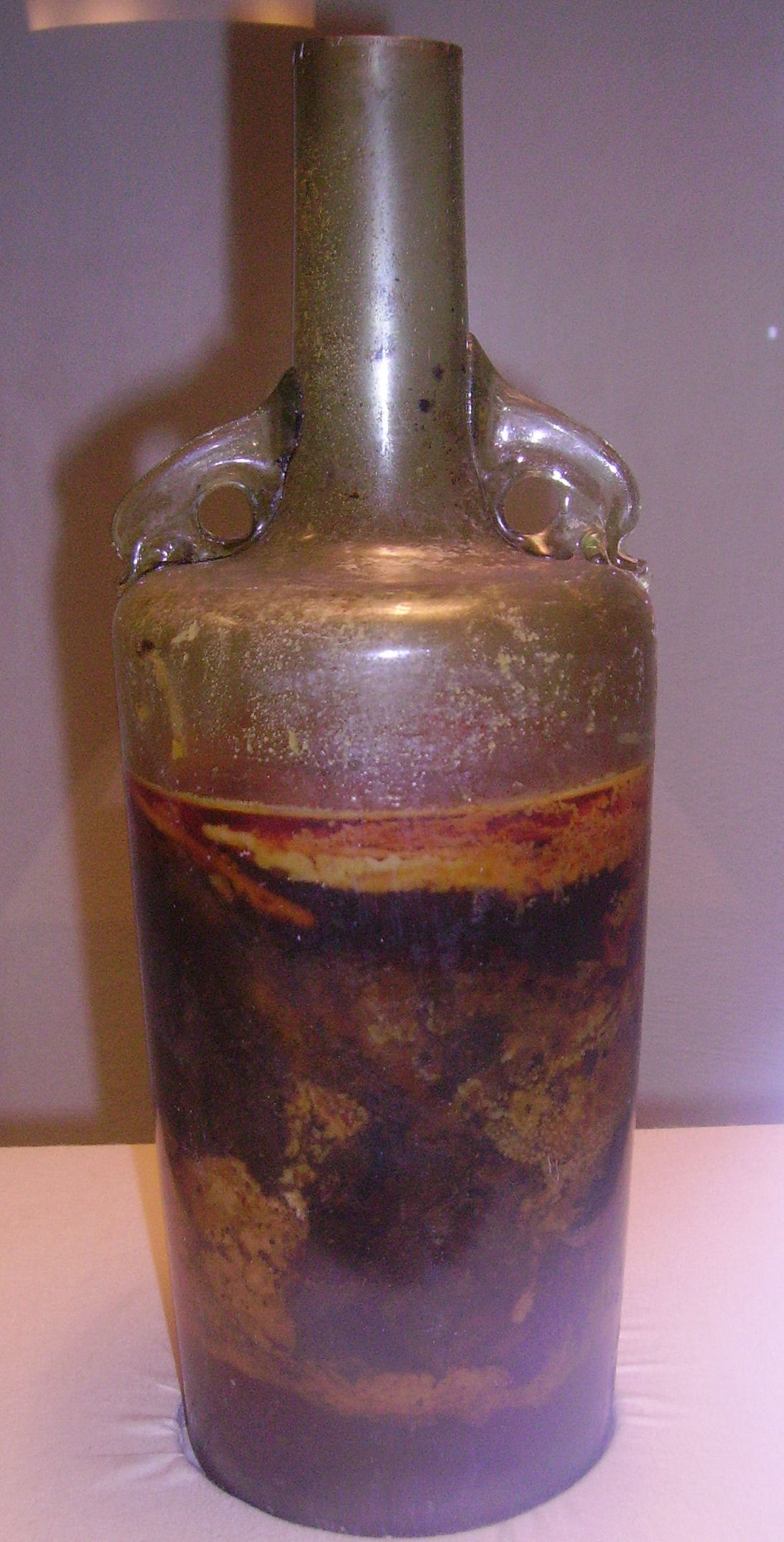
Древнеримская бутылка вина из Шпайера

## Комментарии
1. ↑  Несмотря на дворянскую частицу «von» перед фамилией, Габриэль Зейдль был сыном пекаря, а рыцарское звание получил за заслуги в архитектуре.[7]